# Фіолетовий турако
Фіолетовий турако (Musophaga) — рід птахів родини туракових (Musophagidae). Містить 2 види. Поширені в Африці.

## Опис
Оперення фіолетового кольору. Потилиця та чубчик кармінового кольору. У турако фіолетового є біла смужка на нижній повіці. Дзьоб короткий і товстий, на лобі він переходить у рогову пластину.

## Види
- Турако червоночубий (Musophaga rossae)
- Турако фіолетовий (Musophaga violacea)